# Лабастид-Бовуар
Лабасти́д-Бовуа́р (фр. Labastide-Beauvoir, окс. La Bastida) — коммуна во Франции, находится в регионе Юг — Пиренеи. Департамент — Верхняя Гаронна. Входит в состав кантона Монжискар. Округ коммуны — Тулуза.
Код INSEE коммуны — 31249.

## География
Коммуна расположена приблизительно в 600 км к югу от Парижа, в 23 км к юго-востоку от Тулузы.

## Климат
Климат умеренно-океанический. Зима мягкая и снежная, весна характеризуется сильными дождями и грозами, лето сухое и жаркое, осень солнечная. Преобладают сильные юго-восточные и северо-западные ветры.

## Население
Население коммуны на 2010 год составляло 1080 человек.
| 1962 | 1968 | 1975 | 1982 | 1990 | 1999 | 2010 |
| ---- | ---- | ---- | ---- | ---- | ---- | ---- |
| 429  | 483  | 510  | 536  | 599  | 669  | 1080 |

## Администрация
| Период | Период | Фамилия     | Партия                  | Примечания |
| ------ | ------ | ----------- | ----------------------- | ---------- |
| 2001   | 2008   | Ги Керу     |                         |            |
| 2008   | 2014   | Эрик Флёри  | Социалистическая партия |            |
| 2014   | 2020   | Жорж Лавуар | Разные левые            |            |

## Экономика
В 2010 году среди 735 человек трудоспособного возраста (15—64 лет) 581 были экономически активными, 154 — неактивными (показатель активности — 79,0 %, в 1999 году было 75,1 %). Из 581 активной жителей работали 548 человек (277 мужчин и 271 женщина), безработных было 33 (21 мужчина и 12 женщин). Среди 154 неактивных 61 человек были учениками или студентами, 50 — пенсионерами, 43 были неактивными по другим причинам.

## Достопримечательности
- Замок Лабастид-Бовуар (XVIII век). Исторический памятник с 1983 года[4]
- Церковь Успения Божьей Матери